# Miejskie Przedsiębiorstwo Energetyki Cieplnej Termal

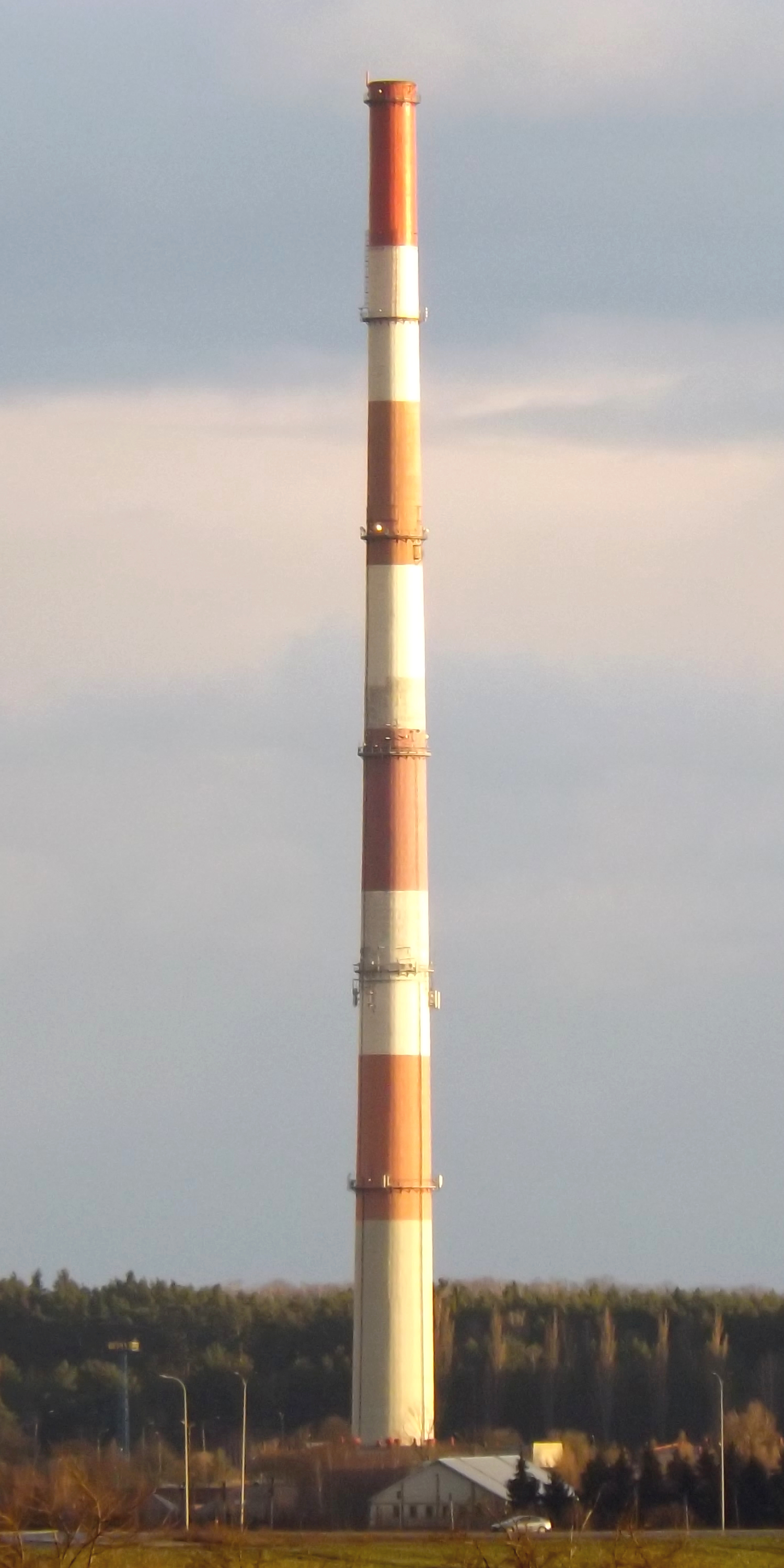
Komin MPEC Lubin

Miejskie Przedsiębiorstwo Energetyki Cieplnej "TERMAL" S.A. znajduje się w Lubinie w województwie dolnośląskim.

## Komin
Komin ciepłowni mieści się na południu miasta przy ul. Przemysłowej 2 i mierzy 230 m. Głównym źródłem energii cieplnej były dwa kotły typu WP-70. Obecnie służy jako lokalny nadajnik telewizyjny.